# U-545
 U-545  — немецкая подводная лодка типа IXC/40, времён Второй мировой войны. 
Заказ на постройку субмарины был отдан 5 июня 1941 года. Лодка была заложена на верфи судостроительной компании «Дойче Верфт АГ» в Гамбурге 1 августа 1942 года под строительным номером 366, спущена на воду 3 марта 1943 года, 19 мая 1943 года под командованием капитан-лейтенанта Герта Маннесманна вошла в состав учебной 4-й флотилии. 1 декабря 1943 года вошла в состав 2-й флотилии. Лодка совершила один боевой поход, повредила одно судно (7 359 брт). 26 января 1944 года в Северной Атлантике смыло старпома, оберлейтенанта Ганса Вилкенинга. 10 февраля 1944 года лодка затонула к западу от Гебридских островов, в районе с координатами 58°17′ с. ш. 13°22′ з. д. из-за тяжёлых повреждений, полученных от четырёх глубинных бомб с британского самолёта типа «Веллингтон». В той атаке U-545 сбила второй, канадский «Веллингтон». Один член экипажа U-545 погиб, 56 — выжили, были подобраны субмариной U-714 и доставлены в Сен-Назер. 